# Мозо-ін-Пассірія
Мозо-ін-Пассірія (італ. Moso in Passiria) — муніципалітет в Італії, у регіоні Трентіно-Альто-Адідже,  провінція Больцано.
Мозо-ін-Пассірія розташоване на відстані близько 560 км на північ від Рима, 90 км на північ від Тренто, 40 км на північ від Больцано.

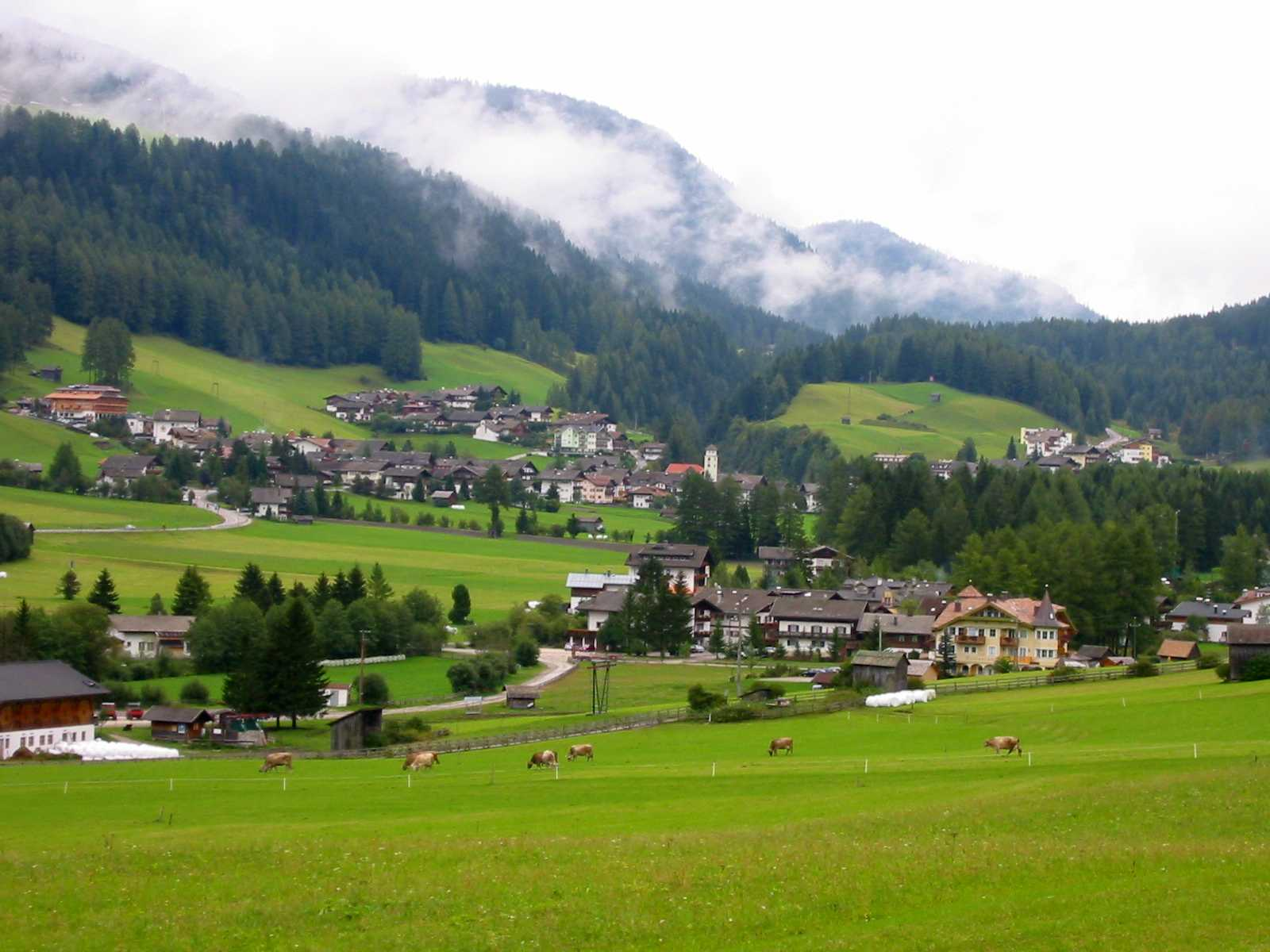

Населення — 2122 особи (2014).

## Демографія
Населення за роками:

Станом на 1 січня 2023 року в муніципалітеті офіційно проживало 36 іноземців з 11 країн, серед них 23 громадяни країн Євросоюзу та 1 громадянин України.

## Сусідні муніципалітети
- Парчинес
- Рачинес
- Рифьяно
- Сан-Леонардо-ін-Пассірія
- Сан-Мартіно-ін-Пассірія
- Сеналес
- Зельден
- Тіроло